# Delagrangeus liviae
Delagrangeus liviae là một loài bọ cánh cứng trong họ Cerambycidae.